# STS-111
STS-111 var ett rymdfärjeuppdrag som genomfördes 2002 med rymdfärjan Endeavour. Den sköts upp från Pad 39A vid Kennedy Space Center i Florida den 5 juni 2002. Efter nästan fjorton dagar i omloppsbana runt jorden återinträdde rymdfärjan i jordens atmosfär och landade vid Edwards Air Force Base i Kalifornien.
Flygningen gick till Internationella rymdstationen.
Flygningens mål var att leverera utrustning och förnödenheter till rymdstationen, detta gjorde man med hjälp av modulen Leonardo som under några dagar var dockad med den amerikanska modulen Unity.
I och med att farkosten lämnade rymdstationen var Expedition 4 avslutad.

## Rymdpromenad

### Statistik
| 1. | Franklin R. Chang-Diaz Philippe Perrin | 9 juni 2002 15:27 UTC  | 9 juni 2002 22:41 UTC  | 7 tim, 14 min |
| 2. | Franklin R. Chang-Diaz Philippe Perrin | 11 juni 2002 15:20 UTC | 11 juni 2002 20:20 UTC | 5 tim, 0 min  |
| 3. | Franklin R. Chang-Diaz Philippe Perrin | 13 juni 2002 15:16 UTC | 13 juni 2002 22:33 UTC | 7 tim, 17 min |

## Besättning
- Kenneth D. Cockrell (5), befälhavare
- Paul S. Lockhart (1), pilot
- Franklin R. Chang-Diaz (7), uppdragsspecialist
- Philippe Perrin (1), uppdragsspecialist

### Upp
- Valerij Korzun (2), Expedition 5
- Peggy Whitson (1), Expedition 5
- Sergej E. Tresjtjov (1), Expedition 5

### Ner
- Jurij Onufrienko (2), Expedition 4
- Carl E. Walz (4), Expedition 4
- Daniel W. Bursch (4), Expedition 4